# 大沢幸夫
大沢 幸夫（おおさわ よしお、1939年〈昭和14年〉3月20日 - 2012年〈平成24年〉3月31日）は、日本の政治家。埼玉県日高市長（2期）。

## 来歴
埼玉県出身。1962年、東京学芸大学卒。
卒業後は埼玉県内の高等学校で教鞭を執り、県教育局高等学校教育課長、川越高等学校、山村女子高等学校の各校長を経て、2000年に日高市教育長に就任する。2006年1月、日高市長関眞の死去による市長選挙に立候補し、初当選した。
2009年12月の選挙は無投票当選。2期目途中の2012年3月31日、心筋梗塞のため死去、73歳。4日前より市長室で倒れ緊急入院していた。死没日をもって旭日小綬章追贈、従五位に叙される。